# The Armed
The Armed (spesso iconizzato come ⋈) è un collettivo hardcore punk americano anonimo formato a Detroit, Michigan nel 2009.

## Storia
Tutti gli album della band sono stati pubblicati gratuitamente tramite download online e sono stati prodotti da Kurt Ballou.
The Armed ha un nucleo centrale di membri e presenta una formazione a rotazione di collaboratori. Il gruppo, d'altronde, ha sempre fatto di tutto per sviare, ingannare e giocare con il pubblico a proposito di chi è membro della band. Per promuovere il loro album ULTRAPOP del 2021, hanno annunciato ufficialmente la loro formazione della band per la prima volta, ma non è certo se il personale elencato sia effettivamente membro della band.

## Stile musicale
La band è stata considerata principalmente come hardcore punk e metalcore, post-hardcore e hardcore sperimentale e mathcore.

## Discografia
- These Are Lights
- Untitled
- Only Love
- ULTRAPOP
- Perfect Saviors